# Moumoon BEST -FULLMOON-
『moumoon BEST -FULLMOON-』（ムームーン ベスト-フルムーン-）は、moumoonのベスト・アルバム。

## 収録曲

### CD

#### Disc 1
1. Sunshine Girl
  - 7thシングル。
2. One Step
  - 2ndアルバム「15 Doors」収録曲。
3. Chu Chu
  - 9thシングル。
4. トモダチ / コイビト
  - 3rdアルバム「No Night Land」収録曲。
5. YAY
  - 8thシングル。
6. BF
  - 17thシングルのカップリング曲。
7. Bon Appetit
  - 3rdアルバム「No Night Land」収録曲。
8. 『Love is Everywhere』
  - 11thシングル。
9. Flowers
  - インディーズ時代の曲。
10. I'm Scarlet
  - 16thシングル。
11. moonlight
  - 8thシングル。
12. I say You say I Love You
  - 5thアルバム「LOVE before we DIE」収録曲。
13. Jewel
  - 15thシングル。
14. good night
  - インディーズ時代のミニアルバム「Flowers」収録曲。
15. Never look back
  - 6thアルバム「It’s Our Time」収録曲。
16. ハレルヤ
  - 5thシングルのカップリング曲。
17. リフレイン
  - 2ndミニアルバム「リフレイン」収録曲。

#### Disc 2
1. トモシビ
  - 3rdミニアルバム「SPARK」収録曲。
2. どこへも行かないよ
  - 14thシングル。
3. Hello,shooting-star
  - 17thシングル。
4. Myself
  - 1stアルバム「moumoon」収録曲。
5. PINKY RING
  - インディーズ時代のミニアルバム「Flowers」収録曲。
6. Cinderella
  - 1stミニアルバム「love me?」収録曲。
7. 青い月とアンビバレンスな愛
  - 6thシングル。
8. EVERGREEN
  - 4thシングル。
9. more than love
  - 3rdシングル。
10. 儚火
  - 13thシングル。
11. follow me
  - 3rdシングルのカップリング曲。
12. Tiny Star
  - 2ndシングル。
13. Do you remember?
  - 1stシングル。
14. うつくしい人
  - 4thアルバム「PAIN KILLER」収録曲。
15. 夕轟
  - 初収録曲。